# Niccolò II da Correggio
Niccolò II da Correggio (Visconti) (Ferrara, tra il 18 febbraio e il 1º aprile 1450 – Ferrara, 1º febbraio 1508) è stato un condottiero e letterato italiano.
Fu signore e conte di Correggio.

## Biografia
Soprannominato "il Postumo" essendo nato dopo la morte del padre, era figlio di Niccolò I da Correggio, signore di Correggio e di Beatrice d'Este, figlia di Niccolò III d'Este.
Venne decorato a Ferrara del cingolo militare all'età di due anni dall'imperatore Federico III d'Asburgo, in occasione dell'elevazione a duca di Modena e Reggio di suo zio Borso d'Este e lo accompagnò a Roma quando, il 14 aprile 1471, papa Paolo II lo nominò duca di Ferrara.
Fu tra gli ambasciatori di Ercole I d'Este che nel 1473 si recarono a Napoli a ricevere la futura sposa Eleonora d'Aragona. Nel 1475 come condottiero fu al servizio della Repubblica di Venezia e quindi di Galeazzo Maria Sforza. Nel 1479 passò agli Estensi, che lo impiegarono in aiuto di Lorenzo il Magnifico contro papa Sisto IV, rimanendo prigioniero.
Per i suoi meriti, nel 1481 Ludovico il Moro gli concesse in feudo Castellazzo nell'Alessandrino (gli venne tolta nel 1494) e lo autorizzò ad affiancare al proprio cognome quello dei Visconti. Combatté per il duca di Milano contro i Veneziani nel 1482; fu fatto prigioniero ad Argenta, condotto a Venezia e liberato l'anno successivo. Si recò a Lione per conto di Ludovico Sforza ad omaggiare il re di Francia Carlo VIII al momento del suo intervento in Italia. Negli anni '90 del Quattrocento fu cortigiano fidato della duchessa Beatrice d'Este, suo consigliere di moda e membro rinomato del circolo di poeti in volgare radunato dalla duchessa a corte.
Quando nel 1499 lo Sforza fu cacciato da Milano, Niccolò da Correggio fece ritorno a Ferrara. Nel 1501 fu ambasciatore a Roma per condurre a Ferrara Lucrezia Borgia, futura sposa di Alfonso I d'Este. Morì a Ferrara nel 1508.
Fondò a Correggio tre monasteri: il monastero delle Clarisse (assieme alla moglie Cassandra), il monastero di San Domenico e nel 1502 il convento dei Domenicani.

## Opere
Le opere di Niccolò da Correggio sono state pubblicate da Antonia Tissoni Benvenuti.
- Fabula di Cefalo, dramma pastorale in cinque atti rappresentato a Ferrara il 21 gennaio 1487 per le nozze della figlia naturale del duca di Ferrara Ercole I, Lucrezia d'Este, con il signore di Bologna Annibale Bentivoglio;[8]
- Silva, breve composizione in 21 ottave composta nei primi mesi del 1493 e inviata a Isabella d'Este con una lettera scritta il 30 marzo di quell'anno;
- Fabula Psiches et Cupidinis, poemetto in 179 ottave databile al 1491 in cui una trama apuleiana viene inquadrata in un contesto autobiografico;
- rime volgari, che ad oggi comprendono 404 liriche (358 sonetti, 40 capitoli in terza rima, 5 canzoni, 1 sestina).

## Discendenza
Niccolò sposò il 16 marzo 1472 Cassandra Colleoni (1459-7 settembre 1519), figlia del condottiero Bartolomeo Colleoni ed ebbero cinque figli:
- Giangaleazzo (?-1517), conte di Correggio assieme ai cugini Borso e Giberto. Sposò nel 1503 Ginevra Rangoni
- Eleonora (1473/1478-settembre 1523[12]), sposò nel 1493/94 Eleuterio Rusca, Conte di Lugano (-12 marzo 1519[12]).
- Beatrice, sposò Nicola Quirico
- Isotta (febbraio 1492-gennaio 1557)[13], monaca dal 1505 come suor Barbara; ricordata come poetessa.
- Cornelia, sposò il condottiero Ettore Gonzaga.[14]

## Ascendenza
|                                                          |                                                |                                        | Genitori                        |  |  | Nonni |  |  | Bisnonni                                      |  |  | Trisnonni                                   |  |
|                                                          |                                                |                                        |                                 |  |  |       |  |  | Giberto IV da Correggio, signore di Correggio |  |  | Guido IV da Correggio, signore di Correggio |  |
|                                                          |                                                |                                        |                                 |  |  |       |  |  | Giberto IV da Correggio, signore di Correggio |  |  | Guido IV da Correggio, signore di Correggio |  |
|                                                          |                                                | Guidaccia della Palù                   |                                 |  |  |       |  |  | Giberto IV da Correggio, signore di Correggio |  |  |                                             |  |
| Gherardo VI da Correggio, signore di Correggio           |                                                |                                        |                                 |  |  |       |  |  | Giberto IV da Correggio, signore di Correggio |  |  |                                             |  |
|                                                          |                                                | Orsolina Pio                           | Galasso I Pio, signore di Carpi |  |  |       |  |  |                                               |  |  |                                             |  |
|                                                          |                                                | Orsolina Pio                           | Galasso I Pio, signore di Carpi |  |  |       |  |  |                                               |  |  |                                             |  |
|                                                          |                                                | Orsolina Pio                           | Beatrice da Correggio           |  |  |       |  |  |                                               |  |  |                                             |  |
| Niccolò I da Correggio, signore di Correggio             |                                                | Orsolina Pio                           |                                 |  |  |       |  |  |                                               |  |  |                                             |  |
|                                                          |                                                | …                                      | …                               |  |  |       |  |  |                                               |  |  |                                             |  |
|                                                          |                                                | …                                      | …                               |  |  |       |  |  |                                               |  |  |                                             |  |
|                                                          |                                                | …                                      | …                               |  |  |       |  |  |                                               |  |  |                                             |  |
| …                                                        |                                                | …                                      |                                 |  |  |       |  |  |                                               |  |  |                                             |  |
|                                                          |                                                | …                                      | …                               |  |  |       |  |  |                                               |  |  |                                             |  |
|                                                          |                                                | …                                      | …                               |  |  |       |  |  |                                               |  |  |                                             |  |
|                                                          |                                                | …                                      | …                               |  |  |       |  |  |                                               |  |  |                                             |  |
| Niccolò II da Correggio, conte di Correggio              |                                                | …                                      |                                 |  |  |       |  |  |                                               |  |  |                                             |  |
|                                                          | Alberto V d'Este, marchese di Ferrara e Modena | Obizzo III d'Este, marchese di Ferrara |                                 |  |  |       |  |  |                                               |  |  |                                             |  |
|                                                          | Alberto V d'Este, marchese di Ferrara e Modena | Obizzo III d'Este, marchese di Ferrara |                                 |  |  |       |  |  |                                               |  |  |                                             |  |
|                                                          | Alberto V d'Este, marchese di Ferrara e Modena | Lippa Ariosti                          |                                 |  |  |       |  |  |                                               |  |  |                                             |  |
| Niccolò III d'Este, marchese di Ferrara, Modena e Reggio | Alberto V d'Este, marchese di Ferrara e Modena |                                        |                                 |  |  |       |  |  |                                               |  |  |                                             |  |
|                                                          |                                                | Isotta Albaresani                      | Alberto Albaresani              |  |  |       |  |  |                                               |  |  |                                             |  |
|                                                          |                                                | Isotta Albaresani                      | Alberto Albaresani              |  |  |       |  |  |                                               |  |  |                                             |  |
|                                                          |                                                | Isotta Albaresani                      | …                               |  |  |       |  |  |                                               |  |  |                                             |  |
| Beatrice d'Este                                          |                                                | Isotta Albaresani                      |                                 |  |  |       |  |  |                                               |  |  |                                             |  |
|                                                          |                                                | …                                      | …                               |  |  |       |  |  |                                               |  |  |                                             |  |
|                                                          |                                                | …                                      | …                               |  |  |       |  |  |                                               |  |  |                                             |  |
|                                                          |                                                | …                                      | …                               |  |  |       |  |  |                                               |  |  |                                             |  |
| …                                                        |                                                | …                                      |                                 |  |  |       |  |  |                                               |  |  |                                             |  |
|                                                          |                                                | …                                      | …                               |  |  |       |  |  |                                               |  |  |                                             |  |
|                                                          |                                                | …                                      | …                               |  |  |       |  |  |                                               |  |  |                                             |  |
|                                                          |                                                | …                                      | …                               |  |  |       |  |  |                                               |  |  |                                             |  |
|                                                          |                                                | …                                      |                                 |  |  |       |  |  |                                               |  |  |                                             |  |